# نه رنگ (فیلم)
نه رنگ (به هندی: Navrang) فیلمی محصول سال ۱۹۵۹ و به کارگردانی وی. شانتارام است. در این فیلم بازیگرانی همچون ماهیپال، ساندیا سانترام، آقا، جیتندرا ایفای نقش کرده‌اند.